# Adam Lowry
Adam Lowry (San Luis, Misuri, 29 de marzo de 1993), apodado Lurch, es un jugador profesional estadounidense de hockey sobre hielo que se desempeña en la posición de centro en Winnipeg Jets, equipo de la National Hockey League (NHL).

## Carrera
Fue seleccionado en la tercera ronda en la NHL Entry Draft de 2011. En 2014 hizo su debut profesional con el equipo Winnipeg Jets, donde lleva jugando diez temporadas.